# ستيفن روبرتسون (عالم حاسوب)
ستيفن روبرتسون (بالإنجليزية: Stephen Robertson)‏ هو عالم حاسوب بريطاني، ولد في 1946.